# Rhysodesmus marcosus
Rhysodesmus marcosus är en mångfotingart som beskrevs av Chamberlin 1952. Rhysodesmus marcosus ingår i släktet Rhysodesmus och familjen Xystodesmidae. Inga underarter finns listade i Catalogue of Life.